# Жепче (община)
Община Жепче (босн. и хорв. Opština Žepče, серб. Општина Жепче) — боснийская община, расположенная в центральной части Федерации Боснии и Герцеговины. Административным центром является город Жепче.

## География
По территории общины (в частности, через столицу общины) протекает река Босна. Сам город Жепче окружён горами. Непосредственно насчитывается 14 минеральных источников в окрестностях города: один из наиболее бурных источников протекает в Бистрице.

## Население и экономика
В общине проживают более 30 тысяч человек, насчитывается около 600 предприятий. Развит горный туризм. Главные транспортные пути: автомагистраль Сараево — Зеница — Добой — Брод — Славонски-Брод и железная дорога Плоче — Сараево — Зеница — Добой — Модрича — Босански-Шамац.

## Население
По данным 1991 года население общины составляло 22966 человек в 23 населённых пунктах. В 2001 году за счёт административной реформы к территории общины были присоединены некоторые территории с проживавшим там населением, что повысило численность до 31 тысячи человек.

## Населённые пункты
Адже, Бегов-Хан, Бистрица, Блюва, Бранковичи, Варошиште, Вашариште, Виниште, Витлаци, Врбица, Глобрица, Голиешница, Голубиня, Горня-Голубиня, Горня-Ловница, Горни-Луг, Грабовица, Дебело-Брдо, Дони-Луг, Желече, Железно-Поле, Жепче, Комшичи, Лупоглав, Лесковица, Любатовичи, Любна, Матина, Мрачай, Озимица, Ораховница, Осова, Папратница, Пире, Пониево, Равне-Доне, Равне-Горне, Радунице, Селиште, Татарбуджак, Чустово-Брдо.